# Uíge (stad)
Uíge is een stad in Angola. Het is de hoofdplaats van de gelijknamige provincie Uíge.

## Geschiedenis
Uíge werd in april 1917 gesticht door de Portugezen als militair steunpunt. Uíge behoorde bij de stad Bembe tot het in juli 1956 een zelfstandige stedelijke kring werd. Kort daarvoor had de kleine stad (Vila) Uíge de nieuwe naam Vila Marechal Carmona gekregen, naar de in 1951 overleden Portugese president António Óscar de Fragoso Carmona. Nadat de plaats werd opgewaardeerd tot stad (Cidade), werd dat vereenvoudigd tot Carmona. Na de onafhankelijkheid in 1975 werd de Portugese naam weer afgeschaft en terugveranderd in Uíge.
Uíge ligt in het gebied waar in 1961 de onafhankelijkheidsoorlog begon. Portugese strijdkrachten en rebellen van het latere FNLA ondernamen hier een veelheid aan acties. Na de onafhankelijkheid in 1975 en het uitbreken van de Angolese burgeroorlog (1975–2002) namen de gevechten in intensiteit toe en verplaatsten zich ook naar het zuiden van het land, waar het tot dan relatief rustig was gebleven. De wederopbouw na 2002 leidde pas vanaf circa 2010 langzaam tot positieve resultaten. De verbouw van koffie in Uíge, die tot 1975 van nationaal belang was, is echter nog ver verwijderd van zijn vroegere betekenis, zodat de ontwikkeling bij andere regio's achterblijft.

## Bestuur
Uíge is zetel van de gelijknamige stedenkring (Município) die slechts bestaat uit de gemeente (Comuna) Uíge. Volgens de volkstelling van 2014 bedroeg het aantal inwoners van de município Uíge 519.000 personen; voor 2018 werd een geschat aantal van 582.000 verwacht.

## Sport
De in 2012 opgerichte voetbalclub União Sport Clube do Uíge speelt in de hoogste divisie, de Girabola (2014). União do Uíge heeft als thuisbasis het stadion Estádio 4 de Janeiro, met plaats voor 1500 toeschouwers. Hier speelt ook de andere plaatselijke club, de Santa Rita FC.

## Economie
Uíge gold als een belangrijk centrum van koffieproductie. Het hier heersende tropisch savanneklimaat, op een hoogte van ruim 800 meter boven zeeniveau, is er geschikt voor. De droge tijd, juni t/m augustus, is de oogsttijd. Een flink deel van de 204.000 ton geproduceerde koffie in het seizoen 1973-1974 kwam uit dit gebied. Daarmee was Angola de grootste koffieproducent van Afrika. Na de onafhankelijkheid en de uitbraak van de burgeroorlog, verlieten de Portugese boeren hun plantages en de teelt liep sterk terug. Vanaf 2009 wordt weer meer koffie verbouwd. De overheidsdienst Instituto Nacional do Café, (INCA) biedt in samenwerking met banken kredietmogelijkheden en programma's ter ondersteuning van koffieboeren.
Verder worden in de omgeving van Uíge maniok, oliepalmen, pinda's, zoete aardappel, bonen, cacaou en Sisal verbouwd.

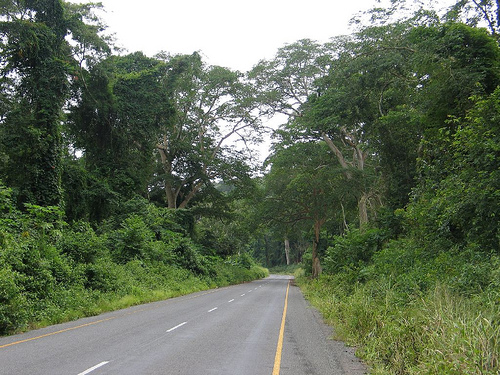
De nieuw aangelegde weg van Uíge naar Caxito en Luanda

##### Verkeer
Drie kilometer ten noordwesten van de stad ligt een vliegveld. Een nieuw aangelegde weg geeft verbinding met Caxito en Luanda.